# VL8

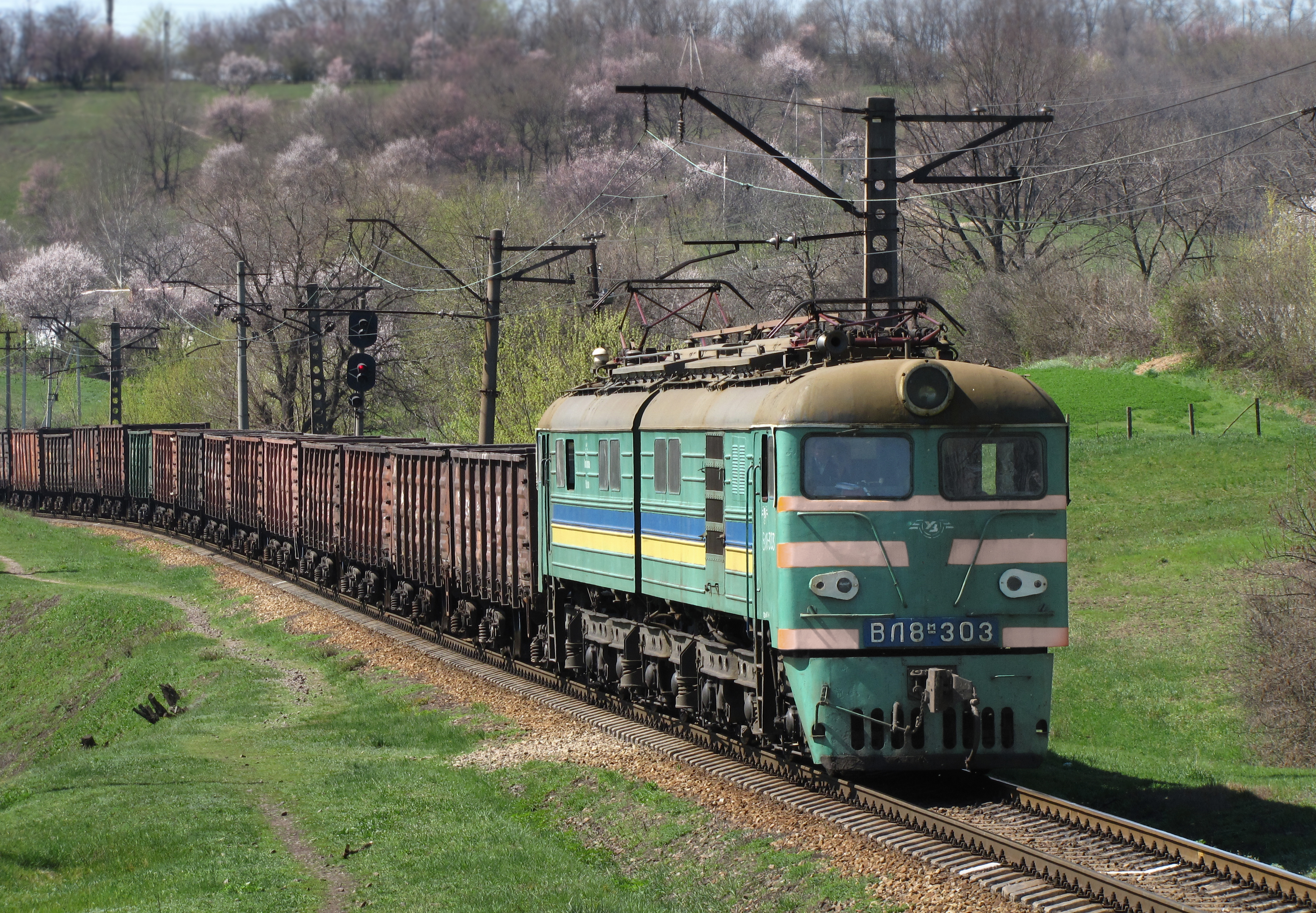
VL8m-303 기관차

VL8(러시아어: ВЛ8)은 소련의 간선 화물 운송 전기 기관차 가운데 하나로 전기 공급 제식이 3,000볼트 직류 전철인 전기화 철도에 적용되었다. VL은 블라디미르 레닌의 머리글자이다.
VL8은 쌍끌이 8축 전기 기관차로 1953년 러시아에 위치한 노보체르카스크 전기 기관차 공장에서 개발되어 VL22를 대체하는 데에 사용되었다. 1956년부터는 조지아에 위치한 트빌리시 전기 기관차 제조소가 생산량을 높이기 위해 VL8형 기관차 생산에 투입되었다. 1967년에 생산이 중단될 때까지 두 공장은 1,723대에 달하는 VL8형 기관차를 생산했다.

## 사양
- UIC 분류: Bo'Bo'+Bo'Bo'Bo'
- 궤간: 1,524mm
- 축 중량: 22.5t
- 수류 전압: DC 3,000V
- 최고 속도: 100km/시간
- 견인 전력: 4,200kW (일시적), 3,760kW (지속시)

## 같이 보기
- 노보체르카스크 전기 기관차 공장